# Parafia Wniebowstąpienia Pańskiego w Częstochowie
Parafia Wniebowstąpienia Pańskiego w Częstochowie – rzymskokatolicka parafia, położona w dekanacie Częstochowa – św. Antoniego z Padwy, archidiecezji częstochowskiej w Polsce, erygowana w 1969.